# Chrissy Costanza

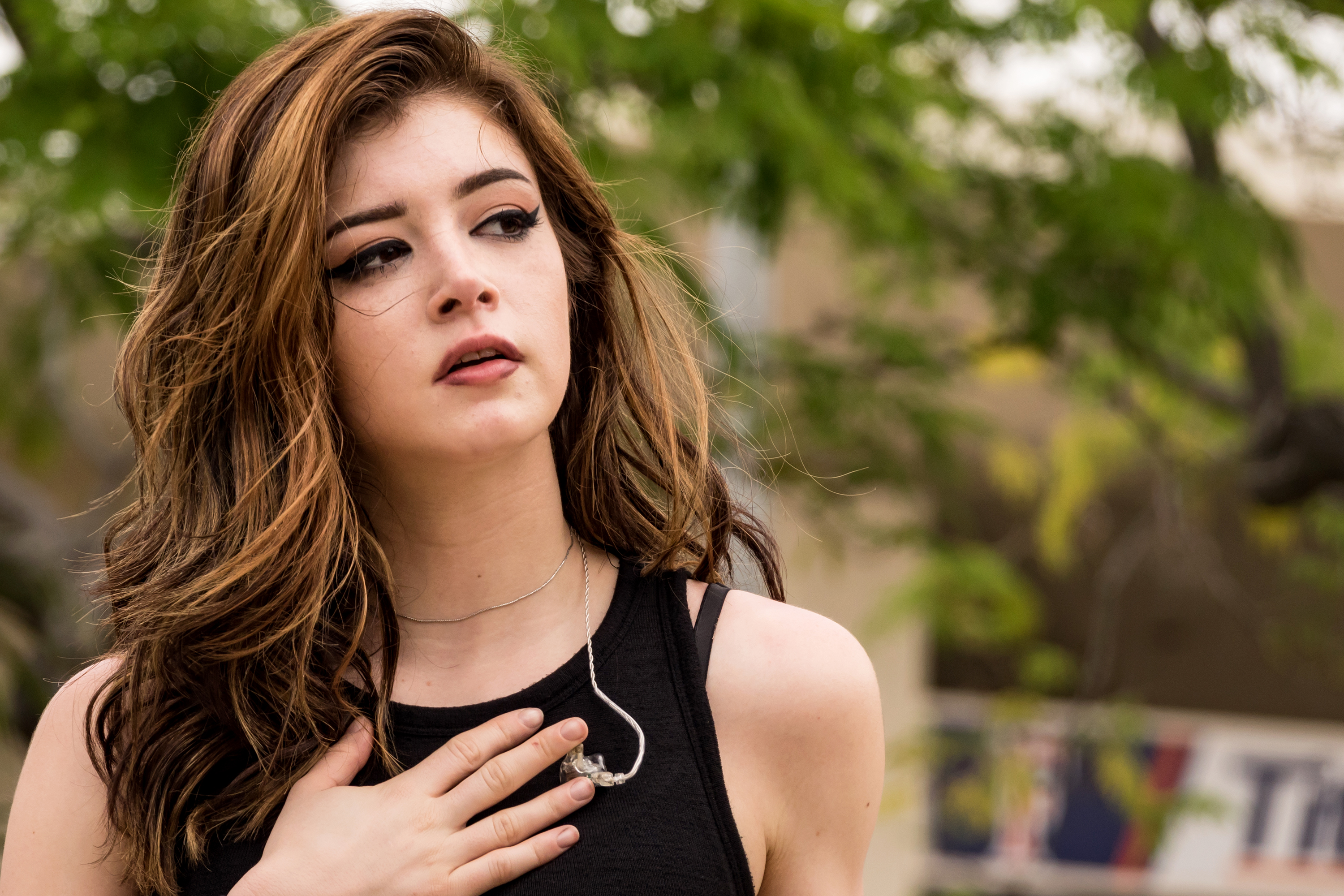
Chrissy Costanza (2017)

Christina Nicola „Chrissy“ Costanza (* 23. August 1995 in New Jersey) ist eine US-amerikanische Sängerin.

## Leben
Die aus New Jersey stammende Costanza ist seit Sommer 2011 Mitglied der Band Against the Current. Diese erlangte durch die Veröffentlichung ihrer Songs auf der Videoplattform YouTube und einer Kooperation mit Alex Goot große Aufmerksamkeit. Am 27. Mai 2014 veröffentlichte die Band ihre erste EP.
Chrissy Costanza besitzt seit dem 31. Juli 2011 einen eigenen YouTube-Kanal, auf dem sie anfangs Beautyvideos veröffentlichte. Mittlerweile lädt sie in unregelmäßigen Abständen Vlogs von den Touren ihrer Band hoch.
2017 sang sie Legends Never Die für das Videospiel League of Legends. Der Song wurde von ihrer Band am 4. November 2017 beim Finale der League of Legends Weltmeisterschaft live im Nationalstadion Peking gespielt. 2019 sang sie gemeinsam mit Cailin Russo „Phoenix“ für die League of Legends World Championship.